# Teken (Egidius Knops)
Teken is een artistiek kunstwerk in Amsterdam-West.
Egidius Knops ontwierp dit abstract roestvast stalen beeld in 1984/1985 in het kader van een structuurplan voor de buurt rondom het Westerpark. Het werd vervolgens geplaatst aan de Zaanstraat/Polanenstraat nabij de Zaandijkspoorbrug. Bij een herinrichting van dit deel van de Spaarndammerbuurt waarbij de Jan Wolkerstuin ingepland werd, kwam het beeld in de verdrukking en werd daarom in 2010 verplaatst naar de Spaarndammerstraat nabij de Spaarndammerspoorbrug. Het kreeg daar een vergelijkbare positionering ten opzichte van de spoorbrug.
Het kunstwerk bestaat uit twee zuilen (naamgever van de subtitel), waarvan de grote pal verticaal en een kleinere uit het lood staat. Deze zuilen zijn onderling verbonden door een witte band, waarbij het erop lijkt dat de grote de kleinere ondersteunt. De zuilen zijn geribbeld, de diagonale zuil is geheel grijs; de verticale heeft voorts blauwe en gele banden.  

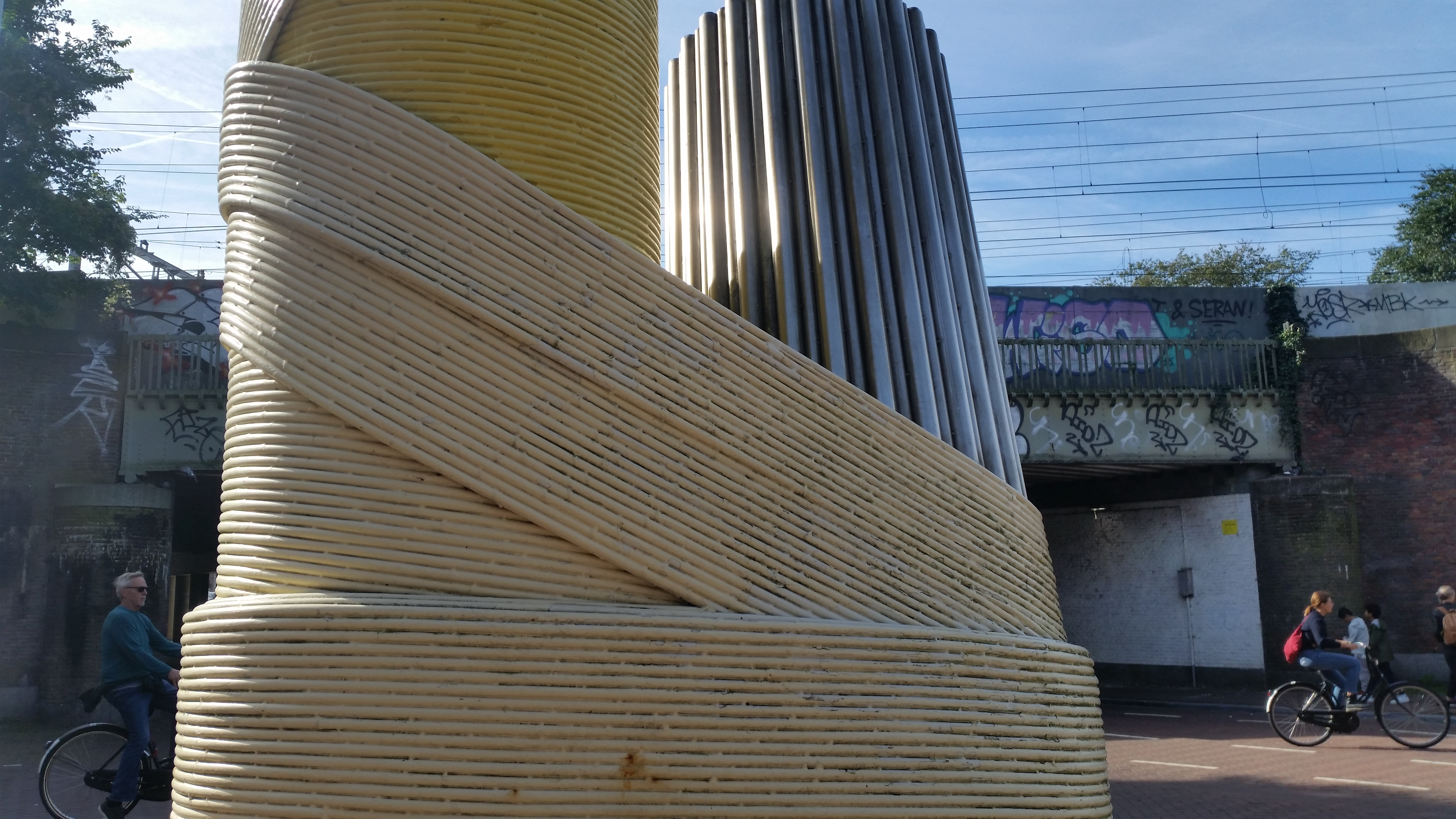
Detail van Teken (september 2019)